# Peromyscus attwateri
Peromyscus attwateri és una espècie de mamífer rosegador de la família dels cricètids. És endèmic dels Estats Units (Arkansas, Kansas, Missouri, Oklahoma i Texas). S'alimenta de baies, glans, llavors, material herbós i insectes. Els seus hàbitats naturals són els vessants rocosos i els penya-segats. És una espècie en risc mínim, és a dir, no sembla que hi hagi cap amenaça significativa per a la seva supervivència.
L'espècie fou anomenada en honor del naturalista britànic Henry Philemon Attwater.